# ZURiT

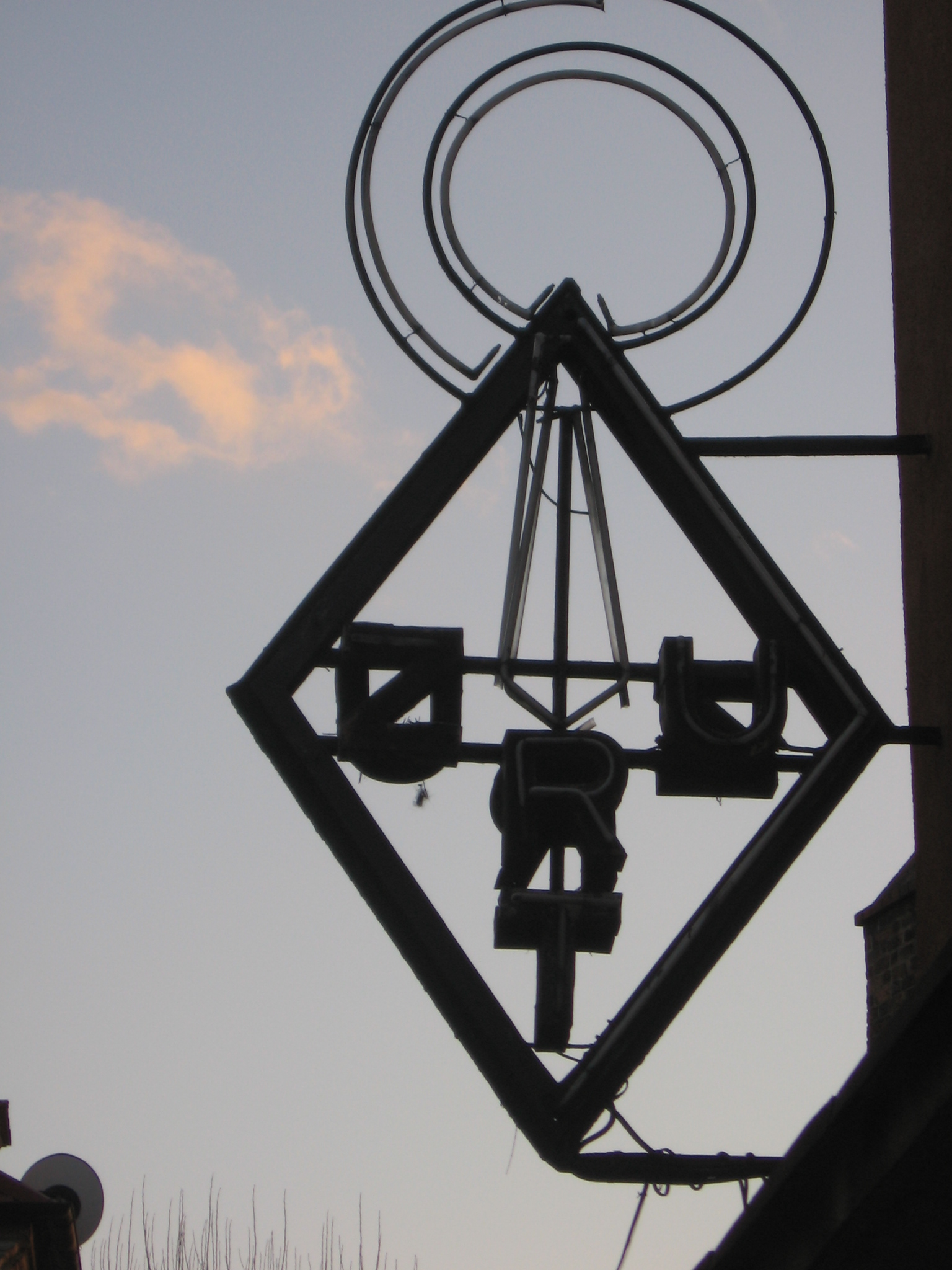
Charakterystyczne logo firmy ZURiT na zachowanym do czasów współczesnych neonie w jednym z miast Dolnego Śląska. Neon został zdemontowany i znajduje się w rękach prywatnych kolekcjonera.

ZURiT – skrótowiec z czasów PRL, pochodzący od nazwy „Zakład Usług Radiotechnicznych i Telewizyjnych”, oznaczający sieć państwowych placówek handlowych i usługowych zajmujących się sprzedażą i naprawami urządzeń elektronicznych domowego użytku (w tamtych czasach były to niemal wyłączne radioodbiorniki, telewizory, magnetofony i gramofony, rzadziej tunery i wzmacniacze elektroakustyczne).
Ugruntowany przez poprzednie dziesięciolecia związek znaczeniowy akronimu „ZURiT” (albo „Zurit” lub „Zurt”) z naprawami sprzętu elektronicznego wykorzystywany jest przez prywatnych przedsiębiorców w całej Polsce, którzy wykorzystali go w różnych konfiguracjach do nazywania lub wplatania w nazwy własnych firm tej branży.

## W kulturze
Skrótowiec ZURT stanowi tytuł utworu grupy Buldog z albumu Płyta.